# Andrij Pawełko
Andrij Wasylowycz Pawełko, ukr. Андрій Васильович Павелко (ur. 7 października 1975 w Dniepropetrowsku) – ukraiński polityk i działacz sportowy, poseł do Rady Najwyższej VII i VIII kadencji, prezes ukraińskiej federacji piłki nożnej.

## Życiorys
W 2003 ukończył prawoznawstwo na Narodowej Akademii Prawniczej im. Jarosława Mądrego. Kształcił się następnie w zakresie zarządzania na Dniepropetrowskim Uniwersytecie Narodowym (2005). Pracę zawodową podjął w 1993 jako technik, od 1995 zajmował kierownicze stanowiska w przedsiębiorstwach m.in. branży budowlanej i transportowej.
W 2001 stanął na czele regionalnego związku piłki nożnej w obwodzie dniepropetrowskim, a w 2009 objął kierownictwo obwodowego oddziału Narodowego Komitetu Olimpijskiego Ukrainy. Był też wiceprezesem ukraińskiego związku piłki nożnej (FFU).
Zaangażował się w działalność polityczną w ramach Frontu Zmian, w 2009 został przewodniczącym jego stryktur w obwodzie. W 2010 bez powodzenia kandydował w wyborach na mera Dniepropetrowska. Uzyskał natomiast mandat radnego miasta.
W wyborach w 2012 z ramienia skupiającej środowiska opozycyjne Batkiwszczyny wszedł w skład Rady Najwyższej VII kadencji. W 2013 przejął władzę w pozaparlamentarnej i nieaktywnej od kilku lat partii PNERU, zmieniając jej nazwę na „Demokraty”. Wykluczono go w tym samym roku z frakcji Batkiwszczyny. W wyborach w 2014 z powodzeniem ubiegał się o poselską reelekcję z listy krajowej Bloku Petra Poroszenki. W 2015 stanął na czele ukraińskiej federacji piłki nożnej.